# Општина Балачану (Бузау)
Балачану (рум. Bălăceanu) општина је у Румунији у округу Бузау.
Oпштина се налази на надморској висини од 65 m.